# Яна Кузова
Яна Кузова е българска актриса

## Биография
Родена е на 3 март 1987 г. в София. Баща ѝ – Милан Кузов, е тонрежисьор в БНТ, майка ѝ – Габриела Жекова е тонрежисьор, а дядо ѝ – Алеко Кузов – тв оператор. Яна Кузова завършва НАТФИЗ „Кръстьо Сарафов“ в класа на проф. Красимир Спасов. 

## Актьорска кариера
Кариера на озвучаваща актриса
Кузова озвучава книги в Storytel, част от тях е известна с гласа на Стела от втори сезон на аудиосериала „До дъно“, както и „Вирус“
Кариера в телевизията
Става популярна на българската аудитория с участието си в сериала „Забранена любов“ по НОВА телевизия. Яна Кузова има зад гърба си участия в над 20 постановки на софийска сцена. Водеща на автомобилно предаване „Auto Motor Show“ по bTV.

## Участия в театъра
- „Проклятието на гладуващата класа“ от Сам Шепард – режисьор Джед Алън Харис
- „Хамлет“ от Уилям Шекспир
- „Роберто Зуко“ от Бернар–Мари Колтес
- „Шерлок Холмс и един призрак за компания“ от Юрий Дачев – режисьор Бина Харалампиева
- „Извън Земно“ от Иван Димитров – режисьор Васил Дуев
- „Къщата на гнева“ от Федерико Гарсия Лорка – режисьор Диана Добрева
- „Червената шапчица“ от Кева Апостолова
- „Ян Бибиан“ от Христо Ботев Станчев
- „Синбад и съкровището на седемте кралства“ от Христо Ботев Станчев

## Филмография
- Забранена любов – Нора Сартори
- Отдел издирване (2021) – Ева
- Клетката (2023) – Велина